# Бельгийско-казахстанские отношения
Бельгийско-казахстанские отношения — двусторонние дипломатические отношения между Бельгией и Казахстаном. 

## Общие сведения
31 декабря 1991 г. Королевство Бельгия признало государственный суверенитет Республики Казахстан.

25 августа 1992 г. установлены дипломатические отношения.

15 апреля 1993 г. открыто Посольство Республики Казахстан в Королевстве Бельгия.

С 1996 г. Почетным Консулом Бельгии в РК является Д.Парисс.

С сентября 1998 г. Почетным консулом РК в Бельгии с резиденцией в г. Антверпен является Дж. Ступ.

В январе 2006 г. открыто Посольство Бельгии в Республике Казахстан (г. Астана).

8 июня 2012 г. Чрезвычайным и Полномочным Послом РК в Бельгии назначен А.Хамзаев.

С октября 2017 г. Чрезвычайным и Полномочным Послом Бельгии в РК является Алекси де Кромбрюгхе де Пикендаель.

## Политическое сотрудничество
Со времени установления дипломатических отношений Президент РК Н.Назарбаев совершил 8 визитов в Бельгию (в 1993, 2000, 2002, 2006, дважды в 2010 г., в 2014 и 2016 годах).

В 2006 г. в ходе встречи с Королем бельгийцев Альбертом II Президент РК был награжден высшей государственной наградой Бельгии — Большой лентой Ордена Леопольда I с нагрудной Звездой большого креста, которая вручается выдающимся государственным деятелям Бельгии и зарубежных государств.

В ходе официального визита Главы государства в Бельгию 24-26 октября 2010 г. состоялись двусторонние встречи с Королем бельгийцев Альбертом II и Премьер-Министром Бельгии И.Летермом.
Проведена церемония открытия Монумента жертвам ядерных испытаний, выполненного казахстанскими скульпторами на основе Семипалатинского мемориала «Сильнее смерти» (с дальнейшей его установкой в бельгийском г. Ипр, в котором расположены памятники жертвам Первой и Второй мировых войн).

Казахстан посетили Премьер-Министр Бельгии Ж.-Л.Деэн (1998 г.), наследный Принц (ныне Король) Бельгии Филипп (2002 г., 2010 г.).

На Саммите ОБСЕ в Астане 1-2 декабря 2010 г. бельгийскую делегацию возглавлял и. о. Премьер-Министра И.Летерм.

8-9 октября 2014 г., в ходе рабочего визита Главы государства в Брюссель по приглашению Президента Еврокомиссии Ж. М. Баррозу, состоялась встреча Президента РК с Королем бельгийцев Филиппом. Темами беседы стали вопросы двустороннего сотрудничества, в том числе — сектор ядерной энергетики, а также актуальные международные проблемы.

29-30 марта 2016 г. состоялся рабочий визит Президента РК в Брюссель, в ходе которого Глава государства провел встречи с президентами Европейского Совета и Европейской Комиссии. По прибытии в бельгийскую столицу, Глава государства возложил цветы у входа на станцию метро Мальбек в память о жертвах терактов в Брюсселе, произошедших 22 марта 2016 года. В рамках церемонии Н.Назарбаев провел беседу с Министром Правительства Брюссельского столичного региона Г.Ванхенгелем и дал краткое интервью казахстанским СМИ.

29 сентября 2014 г. в Астане состоялись казахстанско-бельгийские политические консультации. Бельгийскую делегацию возглавил директор Департамента Восточной, Юго-Восточной Европы и Центральной Азии МИД Бельгии Г.Слюваген, который провел встречи с заместителем Министра иностранных дел РК А.Волковым, председателем Комитета по международным отношениям, обороне и безопасности Сената Парламента РК И.Адырбековым и председателем Комитета по международным делам, обороне и безопасности Мажилиса Парламента РК М.Ашимбаевым.

2 марта 2015 г. состоялся визит Министра иностранных дел РК Е.Идрисова в Брюссель, в ходе которого была проведена встреча с Государственным секретарем Бельгии по вопросам миграции и убежища Т.Франкеном и были подписаны Соглашение между Правительством Республики Казахстан и Правительствами государств Бенилюкс об освобождении от визовых требований владельцев дипломатических паспортов, Соглашение между Республикой Казахстан и государствами Бенилюкс о реадмисии и Протокол к нему о реализации.

8 октября 2016 г. по инициативе МИД Бельгии на полях СМИД ОБСЕ в Гамбурге состоялась еще одна встреча Министра иностранных дел Е. Идрисова с Д. Рейндерсом, в рамках которой последний обратился с просьбой о поддержке казах
станской стороной кандидатуры Бельгии на непостоянное членство в СБ ООН 2019—2020 гг.

## Межпарламентское сотрудничество
Динамика межпарламентского сотрудничества обеспечивается деятельностью созданных в законодательных органах двух стран «Групп дружбы».

На досрочных президентских выборах в РК в апреле 2011 г. приняла участие миссия наблюдателей от Парламента Бельгии.

В рамках визита парламентской делегации РК в Бельгию летом 2011 г. в г. Ипр была проведена церемония установки Монумента жертвам ядерных испытаний, организованная совместно мэрией города и Посольством РК в Бельгии, а также презентация Европейского клуба друзей Казахстана, в который вошли депутаты парламентов РК, Бельгии и Европарламента, видные политические деятели и представители институтов Евросоюза, экспертного сообщества, промышленности и бизнеса.

Вошедший в Клуб друзей Казахстана сенатор П.Вилле принял участие в наблюдении за парламентскими выборами в Казахстане в 2012 году. С депутатом встретился Вице-спикер Сената Парламента РК А.Судьин.

В рамках участия депутатов Парламента РК Л.Полторабатько и Г.Исимбаевой в Глобальном Форуме женщин-парламентариев 27-29 ноября 2013 г. в Брюсселе, основной темой которого была «Трансформация общества через женское лидерство», состоялась двусторонняя встреча с Председателем Сената Парламента Бельгии С. Де Бетюн.

## Торгово-экономическое сотрудничество
Структура взаимной торговли является традиционной. В Бельгию экспортируются цветные металлы, шерсть, текстиль и текстильные изделия, неблагородные металлы и изделия из них, продукция химической и смежных с ней отраслей промышленности.

Казахстан импортирует машины и оборудование, механизмы, электротехническое оборудование, минеральную продукцию, оптические, фотографические и другие приборы, текстильные изделия, продукцию пищевой промышленности, табак, продукцию химической и смежных с ней отраслей промышленности.

Общий объем бельгийских прямых инвестиций (ПИ) в РК за последние пять лет составил $3,7 млрд, в связи с чем Бельгия стала 5-м крупнейшим европейским инвестором в казахстанскую экономику. В 2015 г. бельгийские ПИ в РК составили $693 млн. В первом квартале 2016 г. Бельгия направила в РК $44,1 млн.

При этом за последние 10 лет в Бельгию направлено всего $0,1 млн казахстанских ПИ (проекты осуществлены в 2007 г.).

В 2016 году отмечается заметный рост ценового показателя объемов торговли между РК и Бельгией. Так, по результатам десяти месяцев 2016 года товарооборот составил 247,8 млн долл. США (экспорт — 109,6 млн долл., импорт — 138 млн.). В аналогичном периоде 2015 года товарооборот находился на уровне 218,5 млн долл. (экспорт — 75,5 млн, импорт — 143 млн.)

При этом общий объем бельгийских прямых инвестиций в первом полугодии 2016 года по сравнению с аналогичным периодом 2015 года также вырос и составил 288 млн долл. (229,8 млн долл. в первом полугодии 2015 года).
В настоящее время в Казахстане зарегистрировано порядка 35 компаний с участием бельгийского капитала. Крупнейшими из них являются: «Solvay Chemicals International SA.» (далее «Solvay»), «Sarens Group» (инфраструктура нефтегазовой отрасли), «Besix» (транспортная), «Evolion» (альтернативные источники энергии), «Induss» (водоочистная).

Развиваются контакты с региональными правительствами и бизнес-структурами — Валлонским Агентством по экспорту и иностранным инвестициям (AWEX), Фламандским торгово-инвестиционным агентством (FIT) и столичной Ассоциацией «Brussels Exporters».

Поддерживаются тесные контакты с Федерацией торгово-промышленных палат (ТПП) Бельгии, объединяющей 16 ТПП в стране и 25 бельгийских ТПП за рубежом.

В рамках визита наследного Принца Филиппа (ныне — Короля) в Казахстан 11-15 октября 2010 г. в Астане был организован Казахстанско-Бельгийский бизнес-форум, в работе которого приняли участие порядка двухсот представителей деловых кругов двух стран, в том числе 130 представителей казахстанских компаний, среди которых — АО "ФНБ «Самрук-Казына», АО "НК «Казмунайгаз», АО "НАК «Казатомпром» и др.
По итогам мероприятия был подписан ряд двусторонних документов, наиболее значимыми из которых являются: Соглашение о партнерстве между ТПП РК и ТПП региона Антверпен-Ваасланд, Соглашение между АО "НАК «Казатомпром» и компанией «Solvay» о создании совместного предприятия в РК, Меморандум об установлении партнерских отношений между таможнями портов Актау и Антверпен.

С 17 по 23 ноября 2013 г., при содействии Посольств РК в Бельгии и Бельгии в РК, а также представительства AWEX в г. Алматы, состоялся визит делегации бельгийских предпринимателей в сфере малого и среднего бизнеса в Казахстан (порядка 25 компаний). В ходе поездки представители делегации, возглавляемой Председателем правления AWEX Ф.Суиненом провели встречи с руководством местных и центральных органов, институтов развития и представителями деловых кругов Астаны, Караганды и Алматы.

В ходе бизнес-форума в Караганде состоялось подписание Меморандума о взаимопонимании между АО "НК "СПК «Сары-Арка» и AWEX.

5-8 ноября 2014 г. визит в Казахстан совершили валлонские предприниматели (порядка 48 компаний). В ходе поездки бельгийская делегация, возглавляемая заместителем генерального директора AWEX Ш. Де Блё, провела встречи с руководством местных и центральных органов РК, институтов развития, представителями деловых кругов Астаны и Алматы, а также с представителями Оргкомитета Универсиады-2017.
При содействии Посольства с 20 по 24 июня 2016 г. состоялся визит бизнес делегации AWEX (ТПП Валлонии) в Казахстан, в которую вошли 7 компаний. Миссия посетила города Астана, Алматы и Усть-Каменогорск. Достигнута договорённость об организации очередного визита бизнес делегации AWEX в РК в марте 2017 года.

## Культурно-гуманитарное сотрудничество
Успешно развивается сотрудничество между казахстанскими ВУЗами (Каспийский Государственный Университет технологий и инжиниринга, КАЗНТУ, КаЗАДИ) с бельгийским «Howest» — членом Ассоциации Гентского Университета.

13 октября 2011 г., в рамках участия в Международном форуме «За безъядерный мир», делегация Бельгийского ядерного исследовательского центра посетила Назарбаев Университет. По итогам встречи с директором Центра энергетики К.Байгариным были определены основные направления перспективного сотрудничества в области совместных исследований по нейтрализации последствии радиационного заражения в районе Семипалатинского полигона.

16-19 марта 2012 г. европейская делегация международной организации «Мэры за мир» во главе с мэром бельгийского г. Ипр Л.Деане посетила ВКО (гг. Усть-Каменогорск, Семей, Курчатов) и Астану и приняла участие в международной Конференции «Новое поколение — за безъядерный мир». Главными событиями стали открытие офиса представителя Секретариата организации в г. Семей, а также церемония вступления в «Мэры за мир» акимов гг. Усть-Каменогорск, Семей, Курчатов, Караганда, Павлодар, Риддер и Зыряновск.

В ходе визита состоялось подписание Меморандума об установлении побратимских связей между городами Семей и Ипр.

С 27 по 29 марта 2012 г. в рамках проекта ЕС «Повышение уровня доверия населения к власти» состоялся визит заместителя Акима г. Алматы С.Сейдуманова в Бельгию. Целью поездки явилось изучение бельгийского опыта работы с общественностью для повышения вовлеченности граждан в процесс принятия решений на уровне местного самоуправления. Состоялись встречи с губернатором Западной Фландрии К.Декалюве.

С целью дальнейшего укрепления двустороннего сотрудничества в сфере здравоохранения, вице-министр здравоохранения РК Э.Байжунусов в апреле 2012 г. провел переговоры с Healthcare Belgium — крупной некоммерческой медицинской организацией, объединяющей группу ведущих клиник и больниц Бельгии.

В мае и октябре 2013 г. бельгийские бизнесмены во главе с президентом Vyncke Energie Д.Винком совершили двухнедельные автотуры из Бельгии в Китай по Шелковому пути, через южный регион РК.

Академия велоспорта А.Кашечкина поддержала проект бельгийского инженера Г.Брюира, который осуществил в июне 2013 г. велопробег из Брюсселя в Астану на велосипеде с солнечными батареями.

31 сентября — 6 октября 2013 г. в Чемпионате мира по гимнастике в г. Антверпен приняли участие восемь казахстанских спортсменов.

29 марта 2014 г. в г. Антверпен под патронажем Ассоциации азиатских стран в Бельгии и при участии казахстанской диаспоры проведен Международный День родного языка.
9 июня 2014 г. в рамках мирового мотопробега в поддержку проекта «G-Global» и выставки EXPO-2017 в Брюссель прибыли трое казахстанских мотоциклистов. Казахстанские байкеры ознакомили бельгийцев с культурой и достижениями РК, а также установили контакт со своими коллегами и пригласили последних совершить подобный мотопробег в Казахстан.

В прошедших 14-20 сентября 2014 г. в Антверпене Специальных Олимпийских Европейских Летних Играх, предназначенных для людей с ограниченными интеллектуальными возможностями, приняла участие казахстанская делегация из 50-ти человек. По результатам соревнований, казахстанцы завоевали 12 золотых, 11 серебряных и 14 бронзовых медалей.

4 ноября 2014 г. в рамках мирового турне впервые в Бельгии (г. Антверпен) состоялось выступление Государственного Театра оперы и балета «Астана Опера», в котором приняли участие 190 казахстанских артистов.

8 ноября 2014 г. в Центре изящных искусств г. Брюссель, при поддержке Акимата Астаны, состоялось выступление музыкального ансамбля под руководством У.Байбусыновой, где основными инструментами были домбыра и кобыз.

15-21 марта 2016 г. солистка Астана Опера М.Мудряк по приглашению бельгийской стороны приняла участие в театральных постановках Валлонской Королевской оперы (г. Льеж).

## Послы Казахстана в Бельгии
1. А. Кырбасов (1993-98)
2. А. Есимов (1998-2001)
3. Т. Сулейменов (2001-03)
4. К. Жигалов (2003-09)
5. Е. Утембаев (2009-12)
6. А. Хамзаев (2012-22 мая 2018 года )
7. А. Куспан  (с 03.07.2018)

## Послы Бельгии в Казахстане
- (посольство открылось январе 2006)

1. Кристиан Мершман (Christian Meerschman) 2006-2009
2. Даниель Бертран (Daniel Bertrand) 2009-2013
3. Мишель Петерманс (Michel Peetermans) 2013-2017
4. Алекси де Кромбрюгхе де Пикендаель (Alexis de Crombrugghe) 2017-